# Janullah Hashimzada
Janullah Hashimzada (Perzisch: جان الله هاشم زاده) (1969 - Khyberpas, 24 augustus 2009) was een Afghaans journalist en redacteur in Pesjawar, Pakistan die werkte voor de Afghaanse televisiezender Shamshad TV. Hij stond bekend als een fel tegenstander van de Taliban.

## Loopbaan
Naast zijn werkzaamheden voor Shamshad TV, de zender waarop hij een bekende verschijning was, en Pajhwok Afghan News, was Hashimzada ook actief als freelance journalist voor diverse internationale media, waaronder de Engelse zender BBC. In die hoedanigheid was hij een belangrijke leverancier van beelden uit de gebieden in Pakistan waar de Taliban aan de macht zijn. Hij sprak Arabisch, Urdu, Engels, Pasjtoe en Dari en interviewde diverse leiders van de Taliban, Hezb-e-Islami en Al Qaida, die hij scherp bekritiseerde in zijn reportages.

## Moord
Op maandag 24 augustus 2009, toen Hashimzada per bus naar Pakistan terugkeerde van een reportage over de presidentsverkiezingen in Afghanistan, werd hij vermoord bij Jamrud op de Khyberpas. Zijn bus werd onderweg klemgereden door vermoedelijk Taliban-strijders, die de bus binnendrongen en hem doodschoten.

## Voetnoten
1. ↑  Journalist shot dead in Pakistan. Gearchiveerd op 29 juli 2022.
2. ↑  Janullah Hashimzada: A voice silenced, conscience awakened
3. ↑  Cameramen take footage of killed Afghan journalist, Janullah Hashimzada as he lies in a hospital at Jamrud